# 鹰铳

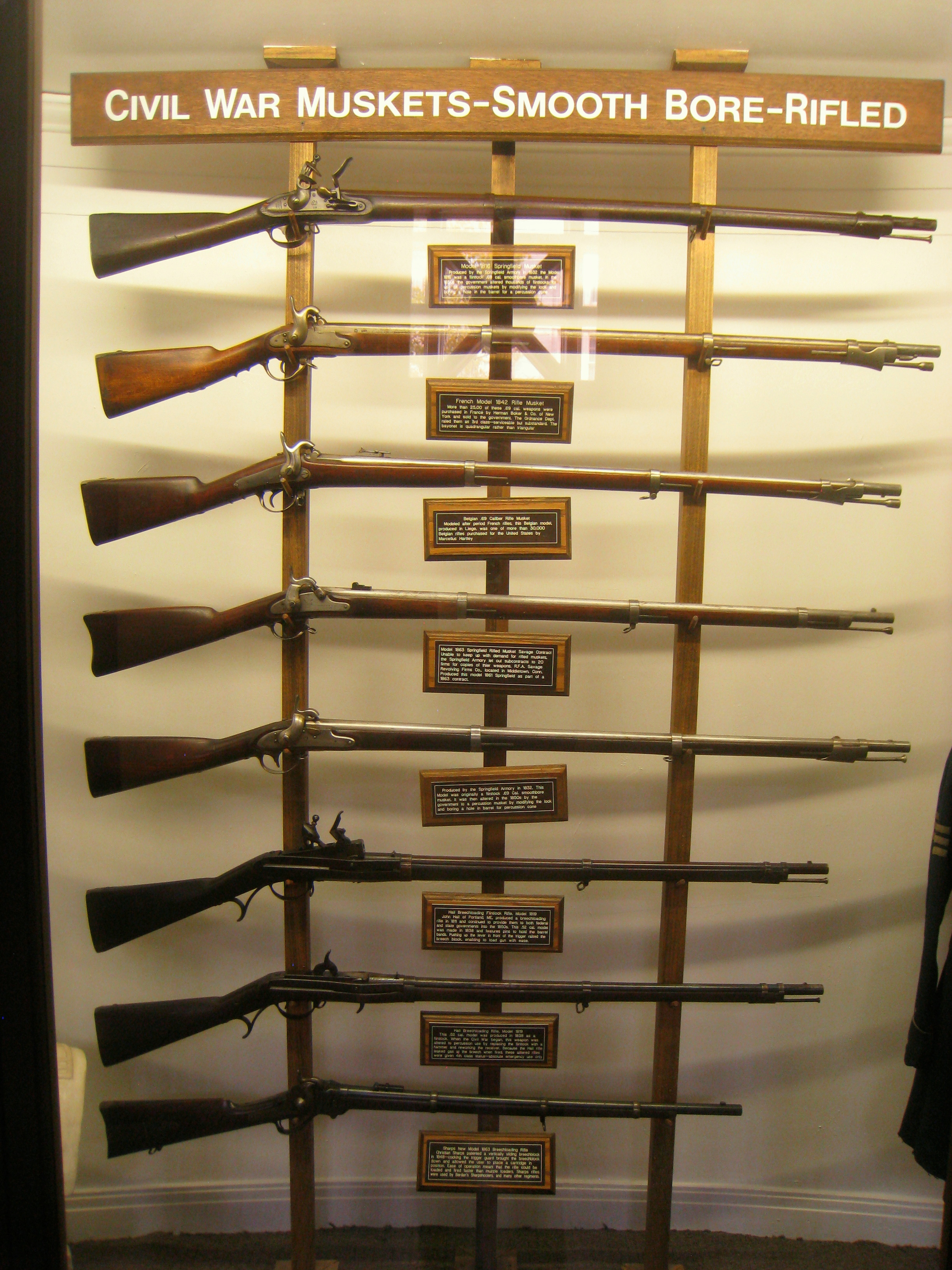
美國南北戰爭時所使用的鹰铳

鹰铳（英語：Musket）是一種前裝滑膛長槍，於16世紀初期首度登場，作為能夠穿透板甲的重型火銃變體。然而，隨著16世紀中期重甲使用逐漸減少，這種鹰铳的型態逐漸消失。儘管如此，「Musket」這個術語作為滑膛長槍的通用名詞延續至19世紀中葉。進入19世紀，由於使用米尼彈的來福前膛長槍（在現代術語中簡稱為來福槍）的普及，以及卡西米爾·勒福舍於1835年引入的使用自含式彈藥的後膛裝填火器與溫徹斯特連發武器公司於1860年生產的首批可靠連發來福槍的發展， 前膛長槍式微。當連發來福槍普及時，它們簡稱為「來福槍」，宣告鹰铳時代的結束。

## 詞源與術語
根據線上詞源字典，「Musket」一詞源自法語「mousquette」，意指雄性麻鷹。另一種理論認為它源自16世紀法語「mousquet，-ette」，這源自意大利語「moschetti，-etta」，意指弩的箭矢。在意大利語中，「moschetti」是「mosca」（蒼蠅）的縮小形式。

## 構造
鹰铳構件涵蓋扳機護圈、刺刀、鎖機等。早期的鹰铳和輪式鎖機被隨後的燧發鎖機取代，最終由擊發鎖機接替。在中國和日本等地，燧發鎖機未普及，直至19世紀，擊發鎖機才被引入。18世紀後期，前膛長槍經過多項改進，包括1750年增加的止動裝置以防止扳機卡在半扣槽，1770年引入的滾珠軸承以減小摩擦、增加火花，以及1780年增加的防水盤。

## 彈藥

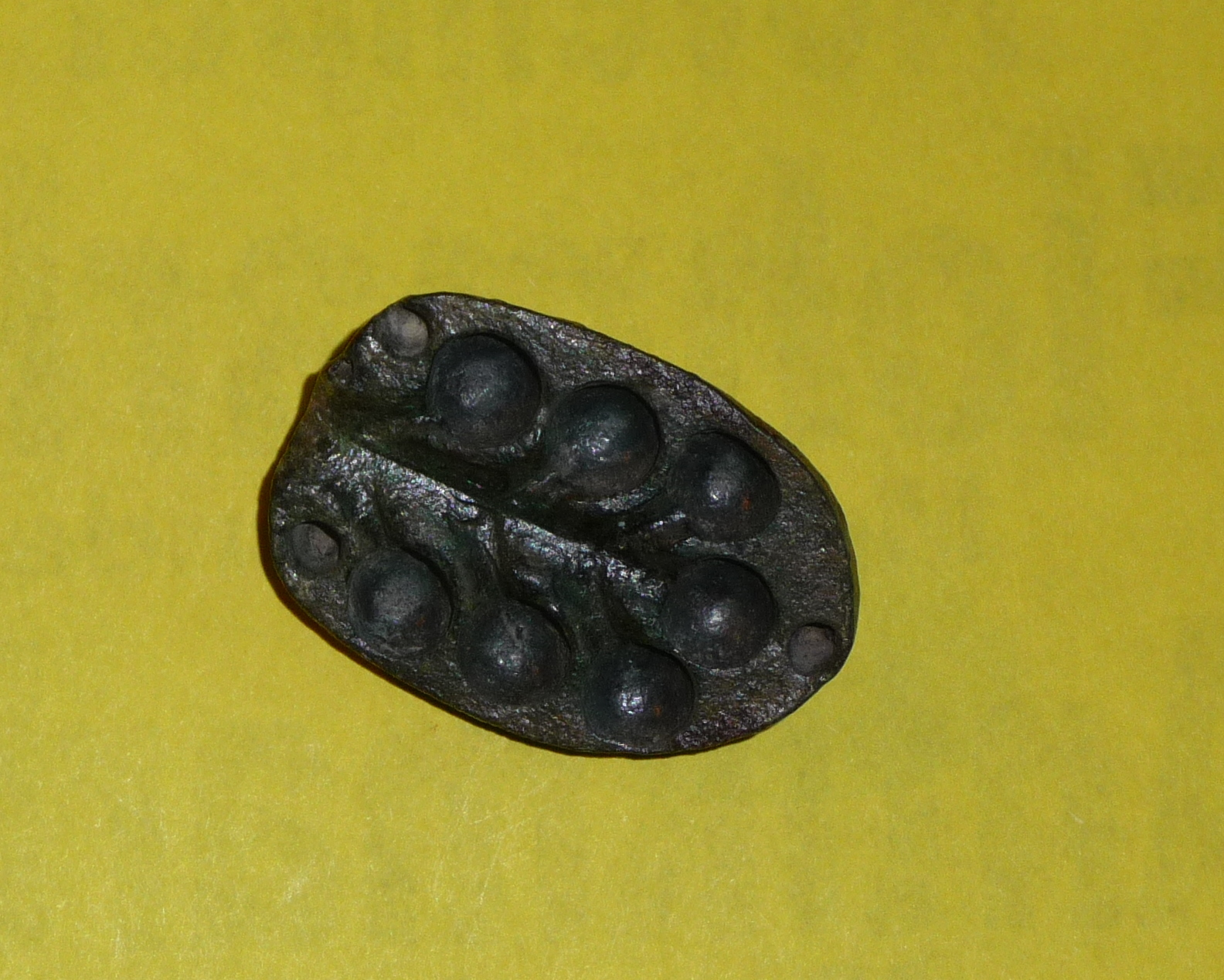
鐵彈模具

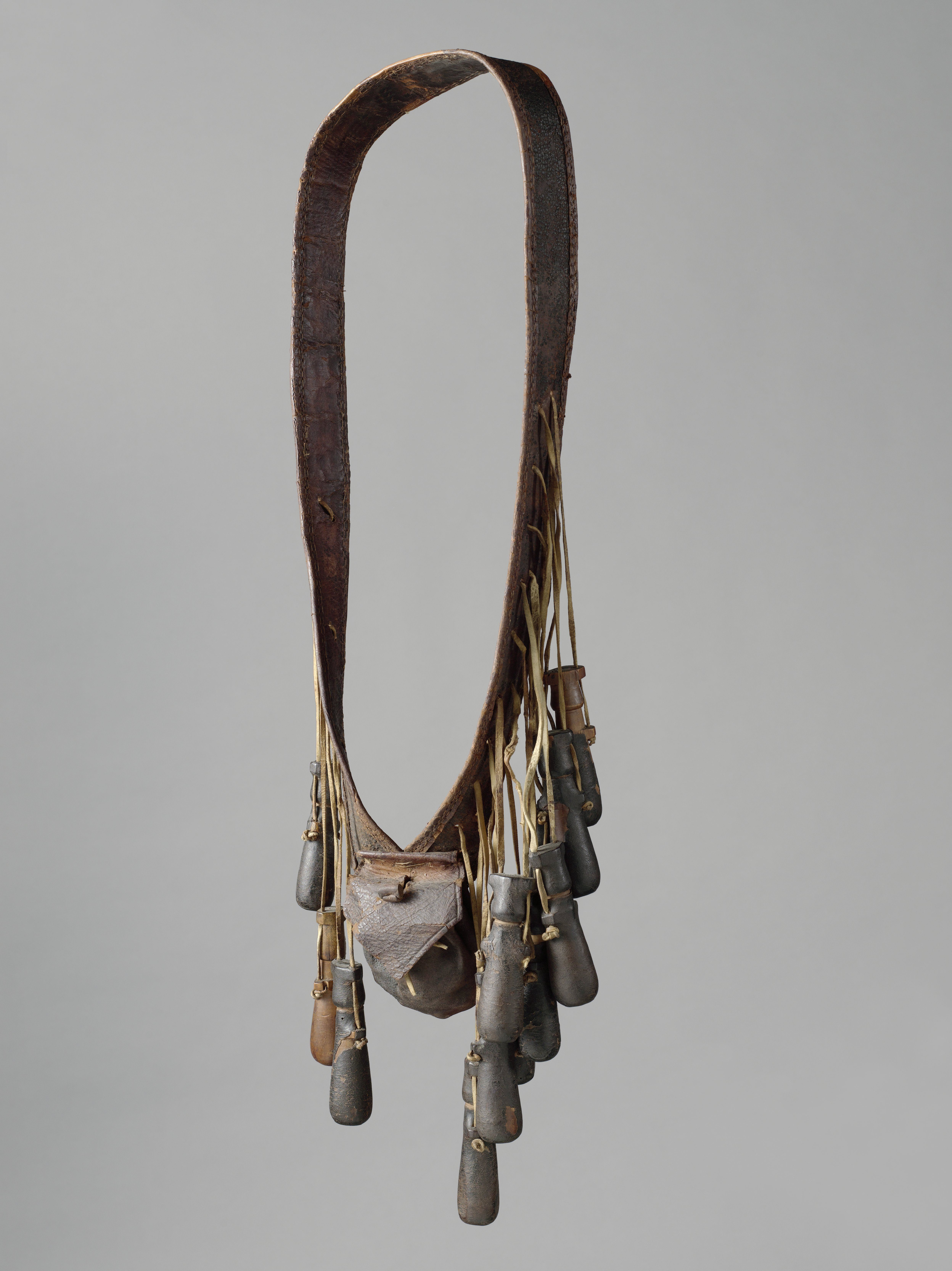
17世紀的彈藥帶

16至17世紀的火槍手使用預測量的火藥和鉛彈。米尼彈於1840年代開發，是一種子彈形狀而非球形的彈藥。米尼彈的擴展裙邊設計使其適合來福槍管使用，導致所謂的「來福鹰铳」在19世紀中葉廣泛使用。米尼彈的直徑足夠小，即使在多次射擊後的槍管中被黑火藥殘留物沾污，也能像圓球一樣快速裝填，而其擴展裙邊確保與槍管緊密貼合，並在射擊時給予子彈良好的旋轉，使來福槍的有效射程達數百碼。.

## 附件

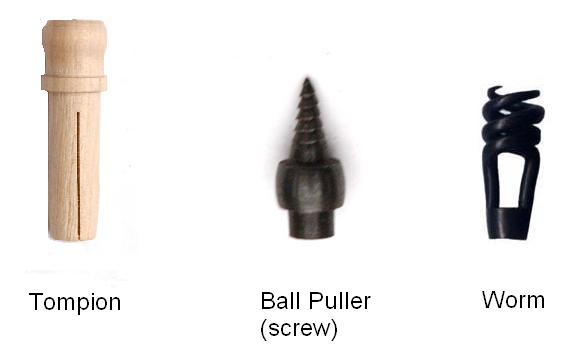
鹰铳配件，包括槍口塞、拔彈器和螺母

一些鹰铳通條配備螺紋末端，允許使用不同附件。其中一個常見附件是球螺絲或球拔，這是一種可以擰入鉛球並取出的螺絲，類似於使用開瓶器取出酒瓶塞的原理。另一個附件稱為螺母，用於清除槍管中的碎屑，如未排出的紙質墊料。某些螺母設計堅固，甚至可用來取出卡住的彈藥。螺母還可與一塊布一起使用以清潔槍管。

## 歷史

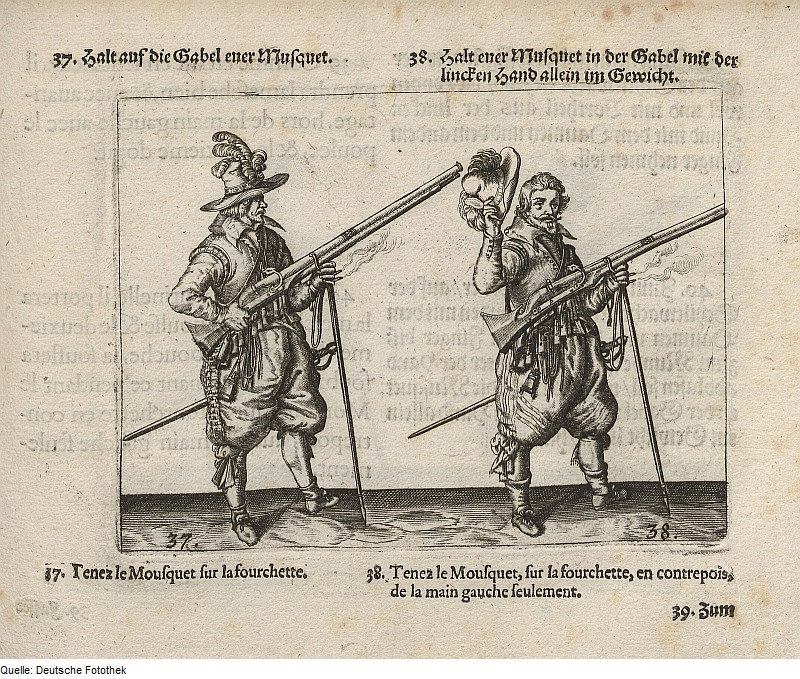
重型鹰铳，1664年製作的圖像

毛瑟槍於1521年在歐洲出現，作為能夠穿透重甲的重型火銃。隨著重甲的衰退，重型毛瑟槍逐漸退出歷史舞台，但「毛瑟槍」這個術語作為肩射火器的通用名稱直至19世紀。

### 亞洲地區

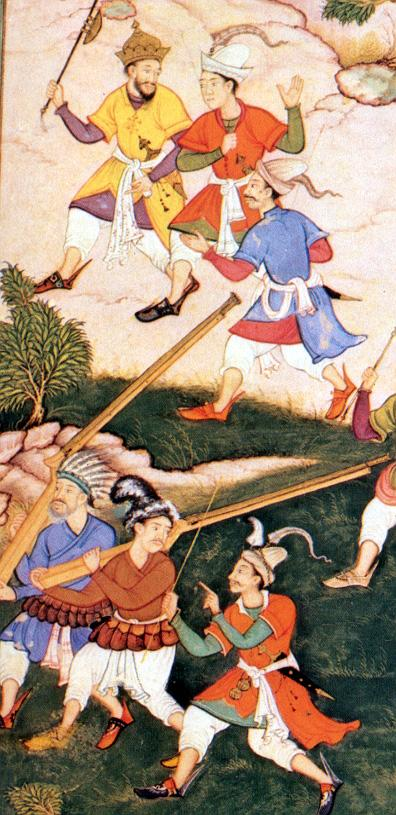
《巴卑爾回憶錄》（16世紀）中描繪的早期火繩槍

前膛長槍於1500年左右傳入印度，1516年傳入大越，1540年傳入東南亞。 16世紀末緬甸的文獻記載，緬甸國王明康二世因防禦者使用類似毛瑟槍的小型火器而不敢攻擊被圍困的卑谬镇，這些火器可能是早期的火銃或牆炮。

#### 南亞地區
葡萄牙人在1505年征服斯里蘭卡海岸和低地時可能已引入毛瑟槍，因為他們常在戰鬥中使用短槍管毛瑟槍。斯里蘭卡的原住民很快開始製造自己的毛瑟槍，具有獨特的雙叉槍托、長槍管和小口徑，使其在引導和使用火藥能量方面更有效。

#### 中東地區
波斯的薩法維帝國最初對槍械有所抵觸，但很快掌握了製造和使用技術。1572年9月24日，威尼斯特使Vincenzo di Alessandri向十人委員會提交的報告中指出，波斯士兵攜帶和使用的武器包括劍、長矛和火銃。

#### 日本
在日本戰國時代，葡萄牙商人於1543年將火銃引入日本，並在1560年代開始批量生產。至16世紀末，日本的火器生產達到巨大規模，使日本在朝鮮入侵中取得成功。

#### 中國
火銃從明朝起進口，但明朝直到1548年才開始使用火繩槍。「鳥槍」這個術語在中國用以指代火銃，可能在葡萄牙火銃之前，土耳其火銃已經傳入中國。

### 韓國
在朝鮮王朝期間，1592年至1598年與新統一的日本進行的一場戰爭促使朝廷進行軍事強化，其中一個核心元素是採用火繩槍。至1607年，朝鮮火槍手已按照戚繼光的方式進行訓練，並根據這位漢族領導人的《紀效新書》編制訓練手冊。

### 歐亞大陸以外
在1805年至1843年的新西蘭鹰铳戰爭期間，至少發生500場衝突，各種毛利部落經常使用貿易鹰铳和傳統毛利武器。毛利人最初使用的廉價伯明翰鹰铳專為粗粒黑火藥設計，且較短槍管版本更受喜愛。

## 被來福槍取代

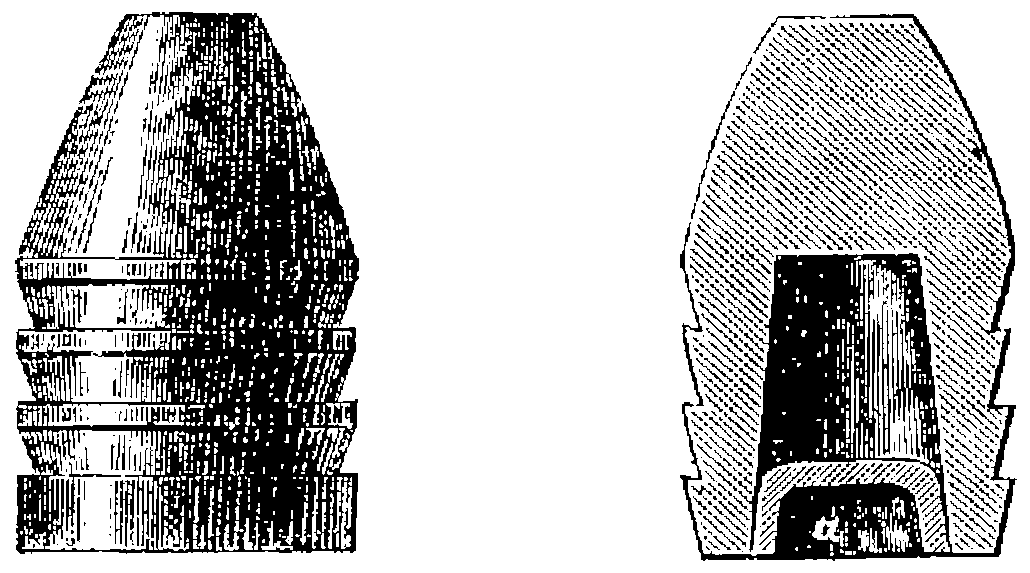
米尼彈

鹰铳作為滑膛火器，缺乏來福膛線以使子彈旋轉，增加其準確性。米尼彈的發明解決了來福槍裝填問題，使來福槍在19世紀中葉成為主要的步兵火器。

## 另見
- 擲彈兵
- 線列步兵
- 短管鳥銃
- 長槍與射擊方陣